# Farnham (Suffolk)
Farnham is een civil parish in het Engelse graafschap Suffolk.